# John Carberry
John Joseph Cardinal Carberry (31 de julio de 1904–17 de junio de 1998) fue un prelado estadounidense de la Iglesia católica. Se desempeñó como arzobispo de la Arquidiócesis de San Luis en Misuri de 1968 a 1979, y fue creado cardenal en 1969. Anteriormente se desempeñó como obispo de la Diócesis de Lafayette en Indiana de 1957 a 1965 y obispo de la Diócesis de Columbus en Ohio de 1965 a 1968.
Durante su mandato como arzobispo, Carberry fue un firme defensor del ecumenismo y la igualdad racial.

## Biografía

### Primeros años y educación
John Joseph Carberry nació en Brooklyn, Nueva York, el menor de diez hijos de James Joseph y Mary Elizabeth (née O'Keefe) Carberry. Su padre trabajó como secretario en el Tribunal del Condado de Kings. Recibió su educación temprana en la escuela parroquial de St. Boniface Parish en Brooklyn. En 1919, a los 15 años, se matriculó en el Cathedral College of the Immaculate Conception en Queens. Se destacó tanto en el béisbol como en el violín en la universidad.
De 1924 a 1930, Carberry estudió para el sacerdocio en Roma, donde residió en el Pontificio Colegio Norteamericano. Obtuvo un doctorado en filosofía (1929) y un doctorado en teología (1930) de la Pontificia Universidad Urbaniana.

### Ordenación y ministerio
El 28 de junio de 1929, Carberry fue ordenado sacerdote para la Diócesis de Brooklyn por el cardenal Francesco Selvaggiani en Roma. Después de su regreso a Nueva York, Carberry fue asignado como cura en la parroquia de San Pedro en Glen Cove, donde permaneció durante un año. Continuó sus estudios en la Universidad Católica de América en Washington D. C., donde recibió un doctorado en Derecho Canónico en 1934. Carberry luego sirvió como cura en la parroquia de San Patricio en Huntington, Nueva York, durante un año.
De 1935 a 1940, Carberry estuvo en préstamo a la Diócesis de Trenton en Nueva Jersey, sirviendo como secretario del obispo Moses E. Kiley y canciller asistente de la diócesis. También enseñó en Trenton Cathedral High School en Trenton, Nueva Jersey, de 1939 a 1940. Al regresar a Nueva York, Carberry enseñó en St. Dominic High School en Oyster Bay, Nueva York, antes de servir como profesor de derecho canónico en el Seminario de la Inmaculada Concepción en Huntington, Nueva York, de 1941 a 1945.
Carberry fue un funcionario de la Diócesis de Brooklyn de 1945 a 1956, sirviendo como juez principal de la corte diocesana. También se desempeñó como director diocesano de radio y televisión, llegando a ser conocido como el "sacerdote de la radio". Carberry fue nombrado chambelán papal el 3 de febrero de 1948, y elevado al rango de prelado nacional el 7 de mayo de 1954. De 1955 a 1956, Carberry se desempeñó como presidente de la Sociedad de Derecho Canónico de América.

### Obispo de Lafayette
El 3 de mayo de 1956, Carberry fue nombrado obispo coadjutor de la Diócesis de Lafayette y obispo titular de Elis por el Papa Pío XII. Recibió su consagración episcopal el 25 de julio de 1956, del obispo Raymond Kearney, con los obispos George W. Ahr y John Benjamin Grellinger sirviendo como co-consagrantes, en la Iglesia de Nuestra Señora del Perpetuo Socorro en Brooklyn. Carberry seleccionó como su lema episcopal en latín: Maria, Regina Mater, lit. 'María, Reina y Madre'. Su instalación tuvo lugar en la Catedral de Santa María en Lafayette, Indiana, el 22 de agosto de 1956.
Tras la muerte del obispo John Bennett, Carberry lo sucedió automáticamente como el segundo obispo de Lafayette el 20 de noviembre de 1957. Convocó el primer sínodo diocesano y estableció el Consejo Diocesano de Hombres y la Sociedad para las Vocaciones Sacerdotales durante su mandato. Carberry asistió a las cuatro sesiones del Concilio Vaticano II entre 1962 y 1965. Durante su tercera sesión, se dirigió al Consejo sobre Dignitatis humanae, la declaración sobre libertad religiosa.

### Obispo de Columbus
Carberry fue nombrado el séptimo obispo de la Diócesis de Columbus por el Papa Pablo VI el 16 de enero de 1965. Fue instalado en la Catedral de San José en Columbus, Ohio, el 25 de marzo de 1965. Durante su mandato en Columbus, implementó las reformas del Concilio Vaticano II y apoyó el Movimiento por los Derechos Civiles y el movimiento ecuménico. Estableció el Consejo Asesor del Clero y supervisó la renovación de la Catedral de San José después de emitir regulaciones para los cambios litúrgicos. Carberry también compró un nuevo edificio para centralizar las oficinas de la cancillería diocesana. En 1966, fue nombrado por el cardenal Francis Spellman como vicario delegado del Ordinariato Militar para Ohio, Virginia Occidental, Kentucky, Tennessee, Misisipi y Alabama.
Como miembro de la Conferencia Nacional de Obispos Católicos, Carberry se desempeñó como presidente del Comité de Asuntos Ecuménicos e Interreligiosos de 1965 a 1969. Ayudó a fundar la Junta Intereclesiástica para Asuntos Metropolitanos, la primera organización en los Estados Unidos que une a protestantes y católicos para el ecumenismo y la acción social. En enero de 1968, se convirtió en el primer obispo católico en recibir el premio anual "Pastor de Pastores" del Consejo de Iglesias de Ohio. En enero de 1968, Carberry recibió una carta del Congreso Judío Estadounidense protestando por el lenguaje y las imágenes antisemitas en una obra de teatro de la pasión representada cada año por una parroquia en Union City, Nueva Jersey. Carberry transmitió estas preocupaciones al arzobispo Thomas Boland, quien dirigió a la parroquia para hacer los cambios necesarios.

### Arzobispo de San Luis
El 14 de febrero de 1968, Carberry fue nombrado quinto arzobispo de la Arquidiócesis de San Luis. Su instalación tuvo lugar en la Catedral de San Luis en San Luis, Misuri, el 25 de marzo de 1968. Carberry fue considerado más conservador teológicamente que su predecesor, el cardenal Joseph Ritter. La revista Time lo describió como "amenazado por un mundo que no entiende". Carberry defendió firmemente la Humanae vitae, y creó la Comisión Arquidiocesana Provida. Pablo VI ordenó a Carberry cardenal presbítero de S. Giovanni Battista de Rossi a via Latina en el consistorio del 28 de abril de 1969. En 1969, Carberry retiró a unos 60 de sus seminaristas de una clase en la Escuela de Divinidad de la Universidad de San Luis, en objeción a que el erudito presbiteriano Keith Nickle les enseñara las Epístolas paulinas.
En 1971, Carberry tomó la controvertida decisión de cerrar la escuela secundaria McBride en el área del Norte de San Luis, mientras subsidiaba una piscina en la escuela secundaria John F. Kennedy en Manchester, Misuri, un suburbio rico. Carberry trasladó su propia residencia de la residencia episcopal en San Luis a los suburbios de Creve Coeur, Misuri. En 1972, Carberry estableció el Apostolado de Servicios Urbanos para las parroquias del centro de la ciudad en la arquidiócesis. Fue elegido vicepresidente de la Conferencia Nacional de Obispos Católicos en 1974, y fue delegado al Sínodo Mundial de los Obispos en 1972, 1974 y 1976. Carberry inicialmente se opuso a la recepción de la comunión a mano, creyendo que era irreverente y se arriesgaba a la posibilidad de que los receptores robaran hostias para usarlas en misas negras. Sin embargo, más tarde permitió esta práctica en San Luis en 1977. Ese mismo año, ordenó a los primeros diáconos permanentes en la arquidiócesis.
Carberry fue uno de los cardenales electores que participaron en los cónclaves de agosto y octubre de 1978, que seleccionaron a los papas Juan Pablo I y Juan Pablo II, respectivamente. Carberry ayudó a dirigir una campaña interna contra el arzobispo liberal Jean Jadot, el delegado apostólico en los Estados Unidos, a quien percibió como "destruyendo la Iglesia Católica en los Estados Unidos". Carberry fue un crítico vocal de la comedia de televisión Maude, que dijo que "inyectó a CBS-TV como defensora de una posición moral y política que muchos no solo se oponen, sino que encuentran positivamente ofensiva como inmoral. La decisión de asegurar un aborto o la decisión de someterse a una vasectomía, incluso para aquellos que los eligen, no es una broma".

### Últimos años y muerte
Al alcanzar la edad de jubilación obligatoria de 75 años para los obispos, Carberry renunció como arzobispo de San Luis el 31 de julio de 1979. Fue sucedido por el obispo John L. May, que entonces servía como obispo de Mobile. Después de sufrir un derrame cerebral en 1988, Carberry se mudó a St. Agnes Home en Kirkwood, Misuri, donde murió a los 93 años. Murió poco después de su única pariente viva, su hermana, Loretto Carberry. Está enterrado en la cripta de la Catedral de San Luis.